# José Augusto Torres
José Augusto Costa Sénica Torres (Torres Novas, 1938. szeptember 8. – Lisszabon, 2010. szeptember 3.)  portugál válogatott labdarúgó.

## Pályafutása

### A válogatottban
1963 és 1973 között 33 alkalommal szerepelt a portugál válogatottban és 14 gólt szerzett. Részt vett az 1966-os világbajnokságon.

### Edzőként
1984 és 1986 között szövetségi kapitányként irányította a portugál válogatottat. Vezetésével kijutottak az 1986-os világbajnokságra.

## Sikerei, díjai
Benfica
- Portugál bajnok (9): 1959–60, 1960–61, 1962–63, 1963–64, 1964–65, 1966–67, 1967–68, 1968–69, 1970–71
- Portugál kupa (4): 1961–62, 1963–64, 1968–69, 1969–70
- BEK-győztes (2): 1960–61, 1961–62
- BEK-döntős (3): 1962–63, 1964–65, 1967–68

Portugália
- Világbajnoki bronzérmes (1): 1966

Egyéni
- A Portugál bajnokság gólkirálya (1): 1962–63 (26 gól)
- A BEK-társgólkirálya (1): 1964–65 ((Eusébio mellett) 9 gól)